# St. Christophorus (Langenau)

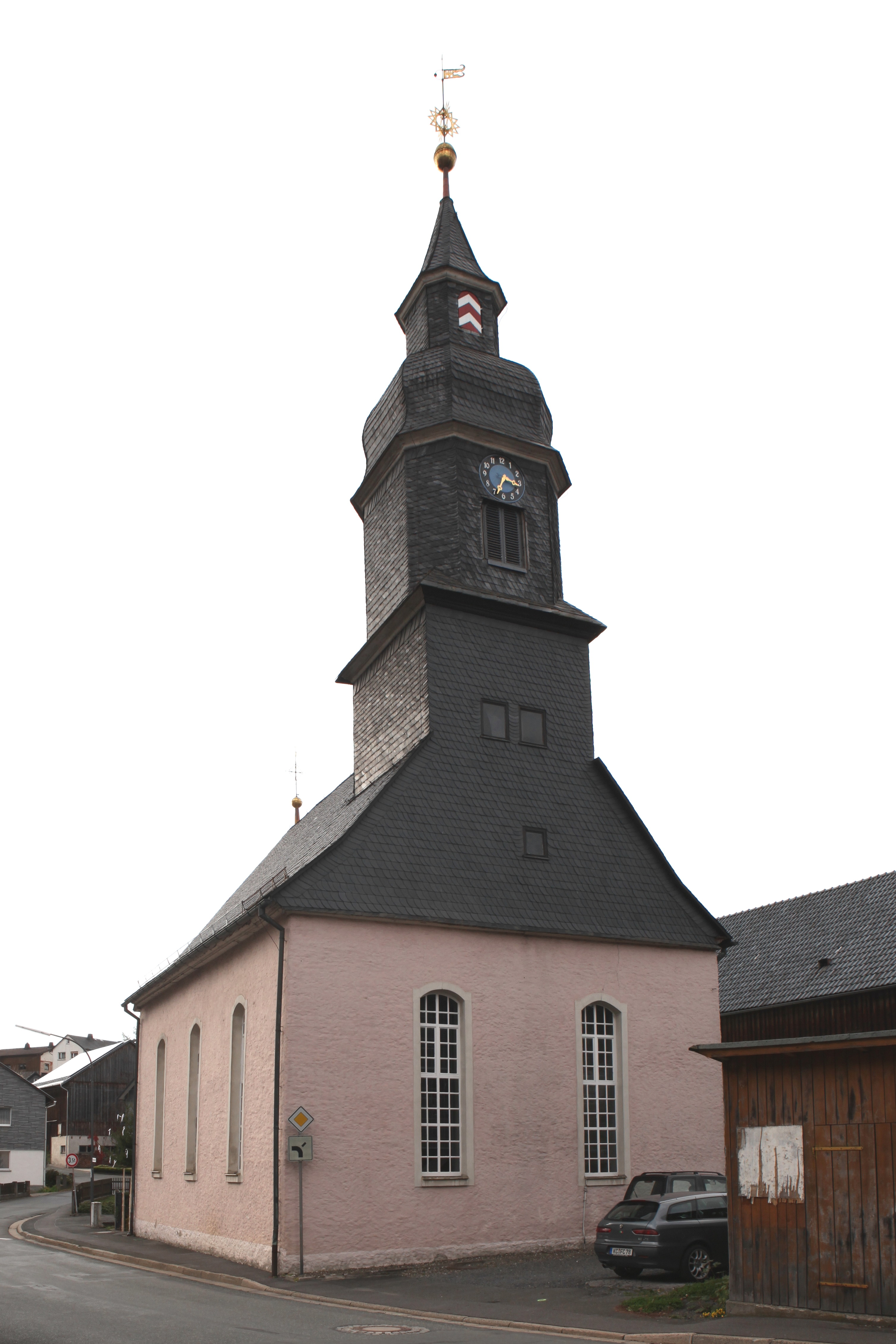
St. Christophorus in Langenau

Die evangelisch-lutherische Pfarrkirche St. Christophorus in Langenau, einem Gemeindeteil des oberfränkischen Marktes Tettau im Landkreis Kronach, wurde 1653 eingeweiht. Die Kirchturmhaube stammt aus dem Jahr 1732. Die Kirchengemeinde gehört zum Dekanatsbezirk Kronach-Ludwigsstadt des Kirchenkreises Bayreuth der Evangelisch-Lutherischen Kirche in Bayern.

## Baugeschichte
Eine Kirche in Langenau wurde 1143 erstmals genannt. Der Ort gehörte anfangs zum Lauensteiner Pfarrverband und erhielt 1567 eine eigene Pfarrei. Es war damals eine einfache Holzkirche vorhanden. 1651 wurde die alte baufällige Kirche abgebrochen. Die Einweihung der neuen Saalkirche war am 13. November 1653. Im 18. Jahrhundert wurde das Satteldach neu errichtet und der gestufte Kirchturm 1732 vollendet.

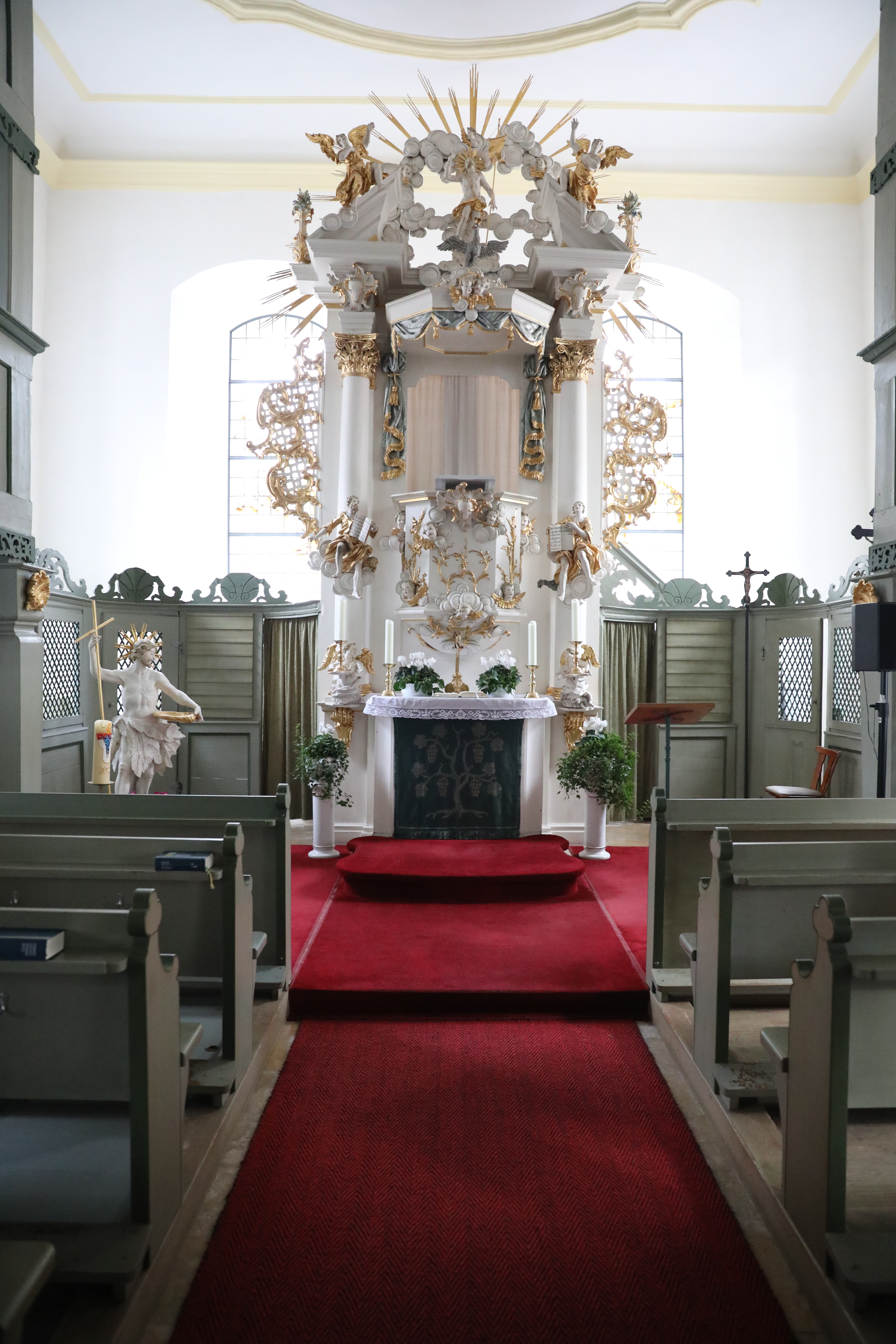
Kanzelaltar

## Ausstattung
Der Kanzelaltar ist ein Werk des Bayreuther Bildhauers Johann Gabriel Räntz aus dem Jahr 1755. Von Räntz stammt auch das Taufbecken, eine Figur von Johannes dem Täufer mit einer Muschelschale.
Das Gotteshaus hat drei Glocken. Die älteste wurde 1625 von Melchior Moeringk zu Erfurt gegossen. 1895 stellte G. F. Steinmeyer & Co. aus Oettingen eine Orgel auf.